# Игумново (Серпуховский район)
Игу́мново — село в Серпуховском районе Московской области. Входит в состав Данковского сельского поселения.

## География
Расположена в восточной части района, в 1,5 километрах от правого берега реки Лопасни. Связано автомобильными шоссе с Турово, Данками, Барыбино, Никифорово, Серпуховом и трассой М2 «Крым». Находится в 1,5 километрах от деревни Свинёнки.
В центре села расположено болото с двумя прудами и ручьём, которые делят Игумново на две части — Центр и Заулок. К северо-восточной стороны к селу вплотную прилегает лесной массив Медовка, вдоль южной окраины Игумново протекает ручей, берущий начало в пруде Отрадинского лесничества и впадающий в Лопасню. На севере и востоке от села находятся поля, на западе — лесной массив ОЛХ «Русский лес», переходящий в территорию Приокско-Террасного заповедника.
Ближайшие населённые пункты: Турово и Каменищи — 2 км, Байденки и Барыбино — 2,4 км, Енино и Никифорово — 2,5 км, Хорошовка — 4 км.
Ближайшие города (расстояние по карте): Пущино — 11,6 км, Ступино — 19 км, Серпухов — 23,4 км, Кашира — 25,8 км.

## История
Село Игумново на протяжении нескольких веков было вотчиной Высоцкого монастыря города Серпухова. В 1627 году здесь был двор монастырский, 9 дворов крестьян и один бобыльский. Деревянная церковь, построенная «клецки», стояла «без пения». В 1672 году на смену ей пришла новая деревянная церковь. После секуляризации церковных земель село Игумново стало казённым.

## Достопримечательности
В 1800 году в селе было начато строительство каменной однокупольной церкви в стиле классицизма с трапезной и колокольней. Построена в 1823 году. В трапезной в 1807 году купцом Олимпиевым был устроен придел Саввы Сербского.
В 1892 году при церкви открыта церковно-приходская школа. В 1899 году псаломщик церкви (прослуживший к тому времени в ней 50 лет) Андрей Емельянович Смирнов «Высочайше награждён за 50-летнюю службу золотой медалью с надписью „За усердие“ для ношения на шее на Аннинской ленте». Ещё 9 лет служил он в церкви, уйдя на покой в 79 лет.
Церковь была закрыта в 1939 году, церковное имущество было конфисковано, все ценное было вывезено в Серпухов. Здание церкви использовалось под складские помещения различного назначения.
Благодаря стараниям тогдашнего настоятеля протоиерея Савелия Гаврилина сохранились особо ныне почитаемые прихожанами большое деревянное распятие и ростовая икона архангела Михаила — покровителя святых братьев Флора и Лавра.
Церковь открыта в 1996 году, отремонтирована в 2008 году. Ныне при церкви работают церковно-приходская школа и библиотека.
В 2009 году местный храм стал первым в Подмосковье, который полностью перешёл на использование энергосберегающих ламп. 

## Интересные факты
- Престольный праздник села ежегодно отмечается 31 августа. В этот день в Игумново съезжаются владельцы лошадей и конезаводчики. В рамках праздника настоятель храма проводит освящение животных.
- Храм святых мучеников Флора и Лавра в селе Игумново[1] — единственный в России, где имеется придел Саввы Сербского. По этой причине сюда часто приезжают проживающие в России сербы. Во многом именно их усилиями храм был отреставрирован в 2007—2008 годах.
- Самыми распространёнными фамилиями в селе являлись и являются: Кошаковы, Зорины, Артемовы, Хромовы, Козловы, Ворфломеевы, Колышкины, Челомеевы, Щепиловы — коренные жители;Горячевы, Бабич, Битковы, Гребневы, Крупновы, Мордакины, Шеплетто.
- В лесах, окружающих Игумново, в особом изобилии произрастают ягодники: земляника, малина, черника, а также грибы — свинушки, опята, лисички, белые, подберёзовики.
- На северной окраине села в лесном массиве Медовка (около 100 метров от ближайшего дома) расположен колодец с уникальной по своим вкусовым качествам водой.
- В селе имеется два пруда — оба непригодны для купания, но используются для рыбалки (реже — для полива огородов).
- Игумново является одним из экологически чистых мест в Подмосковье. Ближайшее промышленное производство расположено в 22 км от села и отделено от него 20-километровым лесным массивом.

## Инфраструктура
В XX веке в селе имелась начальная школа, детский сад, клуб, в 1930-х годах здесь существовал колхоз «Красный пахарь», ставший впоследствии частью совхоза «Туровский». В середине 1950-х годов проведено электричество. До конца 1990-х годов в Игумново работала молочная ферма.
В настоящее время в Игумново работают два продуктовых магазина, существует водопровод и колодцы, газифицировано в 2016—2017 годах. Игумново телефонизировано. Из сотовых операторов здесь работают: МТС, БиЛайн и МегаФон. Кабельного телевидения и стационарного Интернета нет. Близ села расположен старинный Игумновский погост, действующий и поныне.

## Транспорт
Транспортное сообщение имеется с селом Турово, деревней Зиброво и городом Серпухов. Добраться до Игумново можно на рейсовом автобусе № 31 (Серпухов—Турово) или № 41 (Серпухов—Зиброво).